# Черривуд
Черривуд (англ. Cherrywood; ирл. Coill na Silíní) — пригород в Ирландии, находится в графстве Дун-Лэаре-Ратдаун (провинция Ленстер), между дорогами M50 и N11, и разделённый трассой R118.